# IC 3684
IC 3684 је лентикуларна галаксија у сазвјежђу Дјевица која се налази на листи објеката дубоког неба у Индекс каталогу.
Деклинација објекта је + 11° 44' 22" а ректасцензија 12h 42m 26,5s. Привидна величина (магнитуда) објекта IC 3684 износи 15,1 а фотографска магнитуда 16,0. IC 3684 је још познат и под ознакама VCC 1921, PGC 42679.